# 橙顶娇鹟属
橙顶娇鹟属（学名：Heterocercus）是侏儒鸟科的一属。

## 下属物种
本属包括以下物种：
- 橙顶娇鹟 Heterocercus aurantiivertex P.L.Sclater & Salvin, 1880
- 黄顶娇鹟 Heterocercus flavivertex Pelzeln, 1868
- 赤顶娇鹟 Heterocercus linteatus (Strickland, 1850)